# Groupe Bruxelles Lambert
Groupe Bruxelles Lambert (GBL) - бельгійська холдингова компанія, що інвестує в різні галузі. Вона інвестує як у публічні, так і в приватні компанії. Станом на кінець вересня 2021 року GBL під керівництвом Яна Галлієна мала вартість чистих активів 22,5 млрд євро та ринкову капіталізацію 15,3 млрд євро. 
GBL контролюється швейцарською компанією Pargesa S.A., яка володіє 29,13% акцій в обігу та 44,23% прав голосу. Сама Pargesa S.A. перебуває у спільному володінні груп Power Corporation of Canada та Frère, що забезпечує GBL стабільну та міцну акціонерну баз. З 1990 року ці дві групи були пов'язані акціонерною угодою. Ця угода, яку було продовжено в грудні 2012 року до 2029 року, передбачає можливість її продовження.